# Elyesa Kaso
Elyesa Kaso (mazedonisch Елеса Касо; * 3. Oktober 1961 in NinnisiGostivar, SR Mazedonien, SFR Jugoslawien) ist ein nordmazedonisch-türkischer Schauspieler.

## Leben und Karriere
Kaso absolvierte die Fakultät für Darstellende Künste an der Universität Skopje und ist seit vielen Jahren als Schauspieler tätig, insbesondere am Üsküp Türk Tiyatrosu.
Bekanntheit erlangte er 2007 mit seiner Rolle in der Serie Elveda Rumeli. Von 2009 bis 2010 war Kaso in Balkan Düğünü zu sehen. Außerdem trat er 2012 in Son Yaz Balkanlar auf. Zwischen 2022 und 2023 spielte er in der Serie Balkan Ninnisi mit.

## Filmografie
- 1993: Bog da gi ubie spioniti
- 1994: Prekaleni
- 2003: Neznata strana na zaboravot (Fernsehserie)
- 2005: Krcma na patot kon Evropa
- 2007–2009: Elveda Rumeli (Fernsehserie)
- 2009–2010: Balkan Düğünü (Fernsehserie)
- 2012: Son Yaz Balkanlar
- 2012: Das osmanische Imperium – Harem: Der Weg zur Macht (Fernsehserie)
- 2015–2016: Büyük Sürgün Kafkasya (Fernsehserie)
- 2020: Acı Kiraz
- 2022–2023: Balkan Ninnisi (Fernsehserie)